# Antocha bidens
Antocha bidens là một loài ruồi trong họ Limoniidae. Chúng phân bố ở miền Cổ bắc.